# 三浦優奈
三浦 優奈（みうら ゆうな、1993年12月28日 - ）は、日本のタレント、キャスター、レポーター、ラジオパーソナリティ。愛知県出身。アミューズ所属を経て2021年4月からポッシブルに所属。

## 略歴
大学在学中の2013年、有松絞り小町（現:ミス絞り）として第29回有松絞りまつりに参加。　初めて人前に立つ仕事となる。
2014年、愛知県一宮市のおりもの感謝祭「第59回 一宮七夕まつり」で、「ミス七夕クイーン」に選ばれる。
同年、「アミューズオーディションフェス2014」でWOWOWキャスター賞を受賞してデビュー。同オーディションの合格者には、清原果耶（グランプリ）、大松絵美、金子大地、小泉萌香、堀田真由がいる。
2016年3月から2017年3月まで、日本テレビ系列情報番組『PON!』のお天気キャスターを務める。
2016年4月から2020年9月まで、CBCテレビの情報番組『イッポウ』『チャント!』の中継リポーター、サブキャスターを努める。
雑誌、ラジオ番組表2017秋号にて、読者が選ぶ人気DJランキング・コミュニティ部門第1位に選ばれる。
2020年8月から2022年まで、日本テレビ系列情報番組『ZIP!』の特集レポーターを務める。
2021年04月01日、自身の公式ブログにて同年3月末をもってのアミューズ退所を発表した。同年4月からポッシブルに所属。
2023年4月21日、自身初の単独トークライブ「三浦優奈の3ウラトーーーク ～Keep it secret～　Vol.1」を開催。
現在は、テレビやラジオにとどまらず、イベントMCや実況など活躍の場を広げている。
2024年6月4日、自身のX（旧Twitter）の投稿および同日放送の『ドラ魂キング』で一般男性と結婚したことを公表した。

## 人物
両親、弟の4人家族。「むぅちゃま」という保護猫を飼っている。「むぅちゃま」と名付けた由来は、FF14に登場する「らむうちゃま」から。
「アミューズオーディションフェス2014」にて共に受賞した大松恵美、オレたちゴチャ・まぜっ!〜集まれヤンヤン〜にて共演したアニソンDJの中村瞳子とは、プライベートでも親交が深い。
歌手で声優のMay’nの妹と小学生の時からの友達であった関係でMay’nとも小学生の頃から面識がある
好きな音楽は、ジャパニーズレゲエ。
趣味は、アニメ、サイクリング、ランチ巡り。特技は、ゲーム、スキー、ダンス。
3キロのゲーミングPCを持ち歩くほどのゲーム好きである。プレイするゲームは、ファイナルファンタジーXIV、ゼルダの伝説、スプラトゥーン2、クラッシュ・ロワイヤル、DbD、Apex Legends、DANCERUSH STARDOM。
好きなアニメは、新世紀エヴァンゲリオン、化物語、ハイキュー、呪術廻戦、鬼滅の刃、パリピ孔明、SPY×FAMILY、コタローは1人暮らし。
アニメやゲームなどのサブカルチャーに造詣が深い。自身のラジオにて、西尾維新の作品が好きだと公言している。同ラジオでは、サブカルチャー通信と題し、アニメやゲーム、ネットの最新トピックやトレンドを紹介している。
大学時代に、高等学校情報の教育職員免許状、図書館司書、スキーバッジテスト3級の資格を取得している。幼少期より、父親と共にスキーをする機会が頻繁にあり、現在ではスキーが特技となっている。自身のSNSでは、ショートスキーで360度ターンを連続で決める姿を披露している。　ちなみに父親は、スキーバッジテスト テクニカルプライズを取得済み。

## 出演

### テレビ番組
- PUSH!（中京テレビ） - リポーター（2021年5月 - ）[18][19][20]
- 日曜日は、女子ゴルフな日（中京テレビ） - ナレーション（2023年3月5日 - 2023年5月28日）[21]
- ZIP!（日本テレビ） - 特集リポーター（2020年4月 - 2022年）[11]
- クレッペ（中京テレビ） - メインMC（ゆなっぺ）（2015年10月 - 2022年3月）[22][23]
- チャント!（CBCテレビ） - 木曜：サブキャスター、金曜：中継リポーター（2019年4月4日 - 2020年9月25日）[9]
- イッポウ（CBCテレビ） - 金曜中継リポーター（2016年4月1日 - 2019年3月29日）[8]
- PON!（日本テレビ）
  - 水曜：お天気お姉さん（2016年10月5日 - 2017年3月29日）
  - 木曜：お天気お姉さん（2016年3月31日 - 2016年9月29日）[7]
- 24時間テレビ（日本テレビ）
  - 第40回（2017年）[24]
  - 第39回（2016年）[25]
  - 第38回（2015年）[25]
- 丸の内小町（テレビ朝日）- komachi 66（2018年2月4日）[26][27]
- ニンゲン観察バラエティ モニタリング（TBSテレビ）-（2017年11月30日 ）[28]
- オザワナイト（TBSテレビ） -（2017年10月13日、20日、27日 ）[29]
- 水曜日のダウンタウン（TBSテレビ）- ドッキリ仕掛け人（2017年5月31日）[30][31]
- 青の洞窟 presenta あなたの知らないイタリアへ （「青の洞窟SHIBUYA」と連動したスペシャル番宣、Web配信含む）（BS-TBS） -（2016年12月5日 - 2017年1月9日）[32][33]
- 橋本×羽鳥の番組（テレビ朝日）- ゲスト（2016年8月22日）[34]
- 東京クラッソ！（TOKYO MX） - リポーター（2016年6月30日）[35]
- 週末めとろポリシャン（TOKYO MX）- ゲストメインMC（2016年6月18日）[36][37]

### ラジオ番組
- CBCラジオ ＃プラス! - 月・水曜日アシスタント（2024年4月1日 - ）[38][39][40]

番組内にて中日新聞ヘッドラインニュースの原稿読みも担当。
- ドラ魂キング（CBCラジオ）
  - （2022年9月27日 -  ） - 火曜日パーソナリティ[41]
  - （2022年3月31日 -  ） - 木曜日パーソナリティ[42]
  - （2021年3月31日 - 2022年9月21日 ） - 水曜日パーソナリティ[43]
- CBCドラゴンズナイター（CBCラジオ） - スタジオ応援団（木曜日担当）
- 大前りょうすけのちょいバズ！（CBCラジオ）
  - （2022年10月8日 - ）- サブパーソナリティ（隔週）[44][45]
  - （2022年7月16日、2022年7月23日）- 大前りょうすけの代役[46][47][48]
  - （2020年10月31日）- ゲスト[49]
- 渋谷のラジオ
  - 渋谷のラジオの惑星（水） - パーソナリティ（2020年10月7日 - ）[50]
  - 三浦優奈の渋谷のラジオの学校 - パーソナリティ（2016年4月 - 2020年9月30日）[51]
- ONE-J（TBSラジオ…CBCラジオを含むJRN32局ネット） - 出張お出かけリポート（2024年5月5日）[52][53]
- 大参もりえのネコモリ（CBCラジオ） - ゲスト（2023年12月17日）[54][55]
- BUZZ STATION（エフエム愛知） - パーソナリティ（2021年7月8日 - 2022年3月31日）[56]
- ゆるよる（CBCラジオ） - 水曜パーソナリティ（2020年11月11日 - 2021年3月24日）[57]
- 工作太朗のジョブナイ（CBCラジオ） - ゲスト（2020年11月7日）[58]
- オレたちゴチャ・まぜっ!〜集まれヤンヤン〜（MBSラジオ）- ヤンヤンガールズ10期生（2018年4月22日 - 2019年4月14日） [59]

### CM
- Vespa スマートフォン向け3Dバトルゲーム キングスレイド（2018年）[60][61]
- アサヒフードアンドヘルスケア 一本満足バー（2018年）[62]
- イエローハット 彼女達はタイヤを買いに行く篇（2017年）[63][64]

### イベント

#### 2025年
- THE ラジ王 2025 名古屋最強ラジオ局決定戦（2025年2月22日、YouTubeライブ配信 - 名古屋のラジオチャンネル）- CBCラジオ代表[65]

#### 2024年
- CBCラジオ夏まつり2024（2024年7月27日、CBCラジオ）[66][67]
- 今すぐ知りたい 新NISA　女性のためのマネーセミナー「すぐに使えるお金の貯め方と家計節約術」（2024年5月18日、CBCラジオ）- MC[68][69]
- 中日ファン以外出禁!!ここだけの話 supported by 野球いっかん!（2024年5月8日、野球いっかん!）- MC[70]
- 三河ラジオフェス & とよた軽まつり（2024年4月13日 - 14日、CBCラジオ、エフエムとよた）- ステージ出演[71][72]
- THE ラジ王 2024 名古屋最強ラジオ局決定戦（2024年2月24日、YouTubeライブ配信 - 名古屋のラジオチャンネル）- CBCラジオ代表[73][74]
- 中部スタートアップセレクション 〜スタートアップサミットVol.3〜（2024年1月29日、一般社団法人交通都市型まちづくり研究所）- MC[75][76]　 ※後日、CBCラジオでも放送

#### 2023年
- ドラ魂キング まつり in ボートレースとこなめ（2023年12月31日、CBCラジオ） - MC[77][78][79]
- ⻄尾市eスポーツチャンピオンシップ2023 Play！GAME CHANGE！（2023年12月16日、LIVE配信あり、西尾市） - MC[80][81]
- 愛知県警察 春日井警察署　一日警察署長「交通事故・犯罪防止キャンペーン」（2023年12月1日）[82][83][84][85]
- OBU-1グランプリ2023withメディアス（2023年11月19日、大府市／知多メディアスネットワーク株式会社）- MC[86][87]
- 「カトリーナの全部全力」×江崎グリコ「牧場しぼり」たくさん売るまで帰れません！inマックスバリュ徳川明倫店 中継企画！（2023年10月29日、CBCラジオ）[88]
- 中部スタートアップセレクション 〜スタートアップサミットVol.2〜（2023年10月25日、一般社団法人交通都市型まちづくり研究所）- MC[89][90]　 ※後日、CBCラジオ、radiko、Youtubeでも放送
- 資産運用する上で知っておきたい3つのお話（2023年10月25日、株式会社エイチームフィナジー） - MC[91][92]
- CBCラジオ夏まつり2023[93]
  - 大前りょうすけのちょいバズステージ（2023年7月29日、CBCラジオ） - MC[94][95][96]
  - ドラ魂キング 夏まつりＳＰステージ（2023年7月30日、CBCラジオ） - MC[97][98]
  - リーナとユーナのドラ魂キングおかわりステージ（2023年7月30日、CBCラジオ） - MC[99][100]
- 中部スタートアップセレクション 〜スタートアップサミットVol.1〜（2023年5月17日、一般社団法人交通都市型まちづくり研究所）- MC[101][102]　 ※後日、CBCラジオでも放送
  - CBCラジオ（2023年5月21日）
- 元中日ドラゴンズ~平田良介~引退記念「トークショー vs MC三浦優奈 」（2023年4月28日、株式会社 ウエストエンド） - MC[103][104]
- 単独トークライブ「三浦優奈の３ウラトーーーク ～Keep it secret～　Vol.1」（2023年4月21日） - MC[13]
- 雷神祭 二〇二三（2023年3月25日、トヨタヴェルブリッツ） - 野外ステージMC[105]
- 海・みなと・蒲郡 ぎょぎょフェスinラグナシア 海と日本 2022（2023年2月26日、海・みなと・蒲郡実行委員会） - ステージ司会[106][107]
- THE ラジ王 2023 名古屋最強ラジオ局決定戦（2023年2月12日、YouTubeライブ配信 - 名古屋のラジオチャンネル）- CBCラジオ代表[108] ※開催局全局でも放送
  - CBCラジオ（2023年2月21日）
  - TOKAI RADIO（2023年2月18日）
  - FM AICHI（2023年2月19日）
  - ZIP-FM（2023年2月19日）
  - NHK（2023年2月20日）
- 西尾市eスポーツ最強決定戦（2023年1月14日、LIVE配信あり、西尾市） - MC・実況[109]

#### 2022年
- CBCラジオ秋フェス2022　ドラ魂キング秋フェスSPステージ「かとりーなvsゆーな 炎の3番勝負！」（2022年11月27日、CBCラジオ） - MC[110]
- やさしいマネーのレシピ～上手なお金の貯め方、増やし方セミナー～（2022年9月3日、CBCラジオ） - MC[111][112]
- CBCハウジング 未来つなぐPROJECT＋『恥ずかしながら -帰国50年 “横井さん”の真実- 』（2022年8月27日、CBCラジオ） - MC[113]
- CBCラジオ夏まつり2022　ドラ魂キング　夏まつりスペシャルステージ（2022年7月31日、CBCラジオ） - MC[114][115]

#### 2021年
- CBCラジオネットで秋まつり2021　ゆるよる パーソナリティ全員集合でボンバーSP（2021年11月14日、インターネット放送、CBCラジオ） - MC[116]
- CBCラジオネットで夏まつり2021　カトリーナの全部全力！里奈と優奈の浴衣でガラクタ縁日（2021年7月18日、インターネット・ラジオ同時生放送、CBCラジオ） - MC[117]

### インターネット放送
- 野球いっかん！
  - 負けると地獄。野次がプレーにまで影響。中日、福永選手の適正打順は？初4番を聞いた荒木さんの心境。（2024年7月22日）[118][119]
  - 中田翔選手が本塁打。石川昂弥選手降格の真相。岡林選手、我慢の理由。中日、野手の争いは公平？（2024年7月21日）[120][121]
  - 来年は東京で開幕戦。大谷選手オールスターでも活躍。レッドカーペットでの真美子夫人とのお姿に魅了される（2024年7月19日）[122][123]
  - 負けた動画でお馴染み！西武ファンちゃらんぽらん冨好さんが中日にトレード懇願。立浪監督、西武を助けて！（2024年7月7日）[124][125]
  - パ・リーグの後半戦展望！交流戦優勝の楽天は？エスコンで日本ハムは益々強豪チームに！（2024年6月22日）[126][127]
  - 来年の監督は誰が？低迷する西武が抱える様々な問題。パ・リーグ選手の走塁技術。高橋周平選手のエラーの要因（2024年6月21日）[128][129]
  - 立浪監督の選択。一塁は中田選手？周平選手も復帰で福永選手はどこで出場？捕手は誰？中日レギュラーは？（2024年6月18日）[130][131]
  - 岡林選手厳しい立場に？立浪監督我慢の起用。荒木さんも推す1番センターカリステ。交流戦の負け越した原因（2024年6月17日）[132][133]
  - レジェンド竜戦士「川上憲伸」打撃凄い元中日投手達。柳投手もランクイン？交流戦で加藤匠馬捕手が開眼。（2024年6月16日）[134][135]
  - 中日、日本ハムに３年連続負け越しの意味。3年で出来た両チームの差。12球団最低のリクエスト成功率。（2024年6月14日）[136][137]
  - 故障者続出オリックスと中日はどう戦う？福永2塁打から逆転勝ち。DH,一塁は誰が？パ・リーグとの戦い方（2024年6月1日）[138][139]
  - 自打球から中田翔選手執念のヒット。普通は打てない！福永選手の気迫。中日交流戦3連敗。（2024年5月31日）- 名古屋担当[140][141]
  - 豊橋での阪神、佐藤輝明選手の守備。降格を決めた本当のプレー。地方球場で守る難しさ。中日、遠征の影響。（2024年5月20日）[142][143]
  - 村松選手、調子落としても起用し続ける？荒木さんは47打席連続無安打の経験。中日、多すぎる二遊間問題。（2024年5月9日）[144][145]
  - 中日ドラゴンズ月間MVPを英智さんと荒木さんが選定。甲子園で松葉の熱投。中継ぎサウスポーが受賞！（2024年5月8日）[146][147]
  - 村松選手の覚醒。驚異の成績。球場との相性。中日は強くなっている！英智、荒木コンビに新たな女子登場！（2024年5月6日）[148][149]
- 知多半島eスポーツ部（メディアスチャンネル）
  - #51 ストリートファイター６後半（2024年3月13日）- ゲスト[150][151]
  - #50 ストリートファイター６前半（2024年2月26日）- ゲスト[152][153]
- 【ドラゴンズ公式 】 #TOD_22 先行上映会～後編～ #Dragons_Inside（2023年1月27日、中日ドラゴンズ公式チャンネル）- インタビュイー[154]
- ポッシブルチャンネル（2022年4月22日 - ポッシブル公式チャンネル）[2]
- CBCキッズ（2022年1月14日 - 、CBC Web【CBC公式ホームページ】 | CBCテレビ・CBCラジオ）- ゆうなお姉さん、ゆうにゃおねぇさん
  - 三浦優奈のゲーム実況[155]
  - 三浦優奈ゴルフに挑戦[156]
  - 暑さに負けるなWeek企画！日本一暑い多治見市で涼しい音をさがそう！#1[157] など
- 配信事故！「ゆるよる」初のゲーム生配信が悲しい結果に・・（2021年10月19日、ライブ配信、CBC1053CHチャンネル）[158]
- 『新世紀エヴァンゲリオン』主題歌『残酷な天使のテーゼ』高橋洋子スペシャルライブ【Refrain】（2021年6月5日、配信ライブ）- アフタートーク司会[159]
- マゴ×ネモ！サヴァスロアカデミー（2018年11月14日 - 2019年2月6日、OPENREC.tvで配信されたスクウェア・エニックス公式の「サーヴァント オブ スローンズ」攻略情報番組）[160][161]
- 石山蓮華の『電線礼讃』#16 (2018年6月21日、STOLABO TOKYO）- ゲスト[162]

### 連載
- GAMEクロス（2021年4月 - 2022年3月）[163][164]